# Карой Кальхбреннер
Карой Кальхбреннер (угор. Kalchbrenner Károly), або Карл Кальхбреннер (нім. Karl Kalchbrenner; 5 травня 1807—6 червня 1886) — австро-угорський міколог та священик.

## Біографія
Карой Кальхбреннер народився 5 травня 1807 року у місті Петьофальва у Австро-Угорщині (нині Петтельсдорф, Австрія). Навчався у школах в Дьйорі, Пешті (нині Будапешт), Шелмецбаньє (нині Банська Штявниця), Посонь (нині Братислава) та Шопроні. У 1827 році Кальхбреннер поступив в Університет Галле-Віттенберга. З 1858 до 1881 року Кальхбреннер був главою комітату Сепеш. У 1864 році Карой Кальхбреннер став член-кореспондентом Угорської академії наук, у 1872 році був обраний її академіком. Також Кальхбреннер був членом Ботанічного товариства Нового Південного Уельсу. Карой Кальхбреннер помер 6 червня 1886 року в місті Сепешоласі (нині Спишське Влахи).
Основний гербарій Кароя Кальхбреннера зберігається у Національному музеї Словаччини у Братиславі (BRA).

## Окремі наукові публікації
- Kalchbrenner, K. A Szepesi gombak jegyzéke. Némi tekintettel oly fajokra is, melyek Magyarhon más részeiben észleltettek (1865—1867) (угор.)
- Kalchbrenner, K., Schulzer, S. Icones selectae Hymenomycetum hungariae (1873—1877) (лат.)
- Kalchbrenner, K. A magyar gombászat fejlődéséről és jelen állapotáról (1873) (угор.)
- Kalchbrenner, K. Dorner József emléke (1875) (угор.)
- Kalchbrenner, K. Szibériai és Délamerikai gombák (1879) (угор.)
- Kalchbrenner, K. Uj vagy kevesbbé ismert Szömörcsögfélék (1880) (угор.) (лат.)
- Kalchbrenner, K. Új vagy kevésbbé ismert hasgombák (1884) (угор.) (лат.)

## Таксони, названі на честь К. Кальхбреннера
- Kalchbrennera Berk. ex Kalchbr., 1876 [syn.  Lysurus Fr., 1823]
- Kalchbrenneriella Diederich & M.S.Christ., 2002
- Clavaria kalchbrenneri F.Muell. ex Kalchbr., 1883
- Clavaria kalchbrenneri Sacc., 1888, nom. nov. et illeg.
- Corticium kalchbrenneri Sacc. 1888, nom. nov. et superfl.
- Geastrum kalchbrenneri Hazsl., 1876 («Geaster»)
- Gloeosporium kalchbrenneri Rabenh., 1865
- Hymenochaete kalchbrenneri Massee, 1890, nom. nov. [syn.  Hjortstamia crassa (Lév.) Boidin & Gilles, 2003]
- Hypoxylon kalchbrenneri Sacc., 1882, nom. nov. [syn.  Biscogniauxia kalchbrenneri (Sacc.) Y.M.Ju & J.D.Rogers, 1998]
- Inocybe kalchbrenneri Hazsl.
- Lycoperdon kalchbrenneri De Toni, 1888
- Nectriella kalchbrenneri Fuckel
- Omphalia kalchbrenneri Bres., 1881 [syn.  Pseudoomphalina kalchbrenneri (Bres.) Singer, 1956]
- Physarum kalchbrenneri Massee, 1892
- Polyporus kalchbrenneri Fr., 1874, nom. nov.
- Puccinia kalchbrenneri De Toni, 1888, nom. nov.
- Puccinia kalchbrenneriana De Toni, 1888, nom. nov.
- Septoria kalchbrenneri Sacc., 1887
- Stereum kalchbrenneri Sacc., 1888, nom. nov. [syn.  Stereum hirsutum (Willd.) Pers., 1800]
- Stilbum kalchbrenneri Sacc., 1886, nom. nov. [syn.  Tubercularia lateritia (Berk.) Seifert, 1985]
- Trametes kalchbrenneri Fr., 1868 [syn.  Trametes gibbosa (Pers.) Fr., 1838]